# Kumkale
Kumkale es un pueblo en Çanakkale, Turquía.

## Geografía
Kumkale es el distrito central de Çanakkale. Está dentro del Parque Nacional de Troya, (Troya es una ciudad antigua cuyos restos fueron designados como Patrimonio de la Humanidad por la Unesco). Su distancia a Çanakkale es 27 kilómetros. La población del pueblo era de 1200 personas en 2014.

## Economía
La actividad económica más importante es la agricultura . El tomate es el producto más importante. También se cultiva algodón y girasol.